# Campionato del mondo di scacchi 2021
Il campionato del mondo di scacchi 2021 è stato un incontro di scacchi organizzato dalla FIDE, svoltosi a Dubai come evento dell'Expo 2020, dal 24 novembre al 10 dicembre del 2021.
Jan Nepomnjaščij, vincitore del torneo dei candidati 2020-2021, sfidò il Campione del Mondo in carica Magnus Carlsen per il titolo mondiale sulla distanza delle 14 partite a cadenza classica. Il match si concluse con la vittoria di Carlsen, che si riconfermò Campione per la quinta volta.
L'incontro avrebbe dovuto disputarsi nel dicembre del 2020, ma venne posticipato, come molti altri eventi, a causa della pandemia di COVID-19.

## Organizzazione
Dopo l'elezione di Arkadij Dvorkovič alla presidenza della Federazione Internazionale, nell'ottobre del 2018, il contratto tra la FIDE e la AGON/World Chess per l'organizzazione del ciclo mondiale fu sciolto. Per il ciclo mondiale 2019-2020 e per i successivi la Federazione Internazionale tornava ad avere il pieno controllo sia del Torneo dei Candidati che dell'incontro mondiale. Alla World Chess restava l'organizzazione del FIDE Grand Prix.

### Scelta della sede
All'indomani della conclusione del ciclo mondiale del 2018, le principali candidate ad ospitare la finale del campionato del mondo erano Vienna (la federazione austriaca avrebbe celebrato i cento anni dalla sua fondazione), una città degli Stati Uniti o il Principato di Monaco. Nel 2019 divenne molto forte la candidatura della Norvegia, la cui federazione aveva dato mandato agli organizzatori del Norway Chess di trattare le condizioni economiche e organizzative con la FIDE. Tuttavia i conflitti tra il campione del mondo uscente Magnus Carlsen, che minacciò di non partecipare al mondiale, e la federazione norvegese, a causa della sponsorizzazione con l'azienda di gioco d'azzardo Kindred, raffreddarono definitivamente la candidatura.
All'inizio del 2020 il presidente della FIDE Dvorkovič entrò in trattativa con gli Emirati Arabi Uniti per organizzare il campionato durante l'Expo di Dubai di dicembre 2020. L'Esposizione Universale veniva considerata dalla Federazione una grande occasione per dare visibilità al movimento scacchistico mondiale. In lizza per organizzare il match mondiale c'erano anche Buenos Aires ed Ekaterinburg.
La pandemia di COVID-19, in seguito all'interruzione del torneo dei candidati, costrinse i vertici della FIDE a rimandare la decisione sulla sede ospitante.
Soltanto nel gennaio del 2021 venne presa una decisione definitiva. Il match mondiale si sarebbe giocato all'Expo di Dubai, che nel frattempo era stato anch'esso rimandato all'anno successivo.

### Copertura mediatica
Il match mondiale è stato trasmesso negli Stati Uniti d'America dal canale televisivo NBC Sports, che ha pubblicato quotidianamente una sintesi di trenta minuti della partita del giorno, commentata dal grande maestro statunitense Maurice Ashley. In Norvegia il match è stato trasmesso da NRK, in Russia da MatchTV. In rete la FIDE ha affidato la copertura dell'evento alle dirette ufficiali sulle piattaforme YouTube e Twitch con il commento del già campione del mondo Viswanathan Anand.

## Qualificazioni
Come nelle precedenti edizioni, lo sfidante viene decretato dal Torneo dei Candidati, che prevede 8 partecipanti. Un posto era assegnato di diritto al finalista della precedente edizione, mentre la qualificazione di cinque degli otto partecipanti al torneo è stata decretata da tre tornei organizzati dalla FIDE ed elencati di seguito:
- Coppa del Mondo di scacchi
- FIDE Grand Prix
- FIDE Grand Swiss

### Coppa del Mondo
La Coppa del Mondo è stato un torneo a eliminazione diretta tra 128 giocatori, svoltosi a Chanty-Mansijsk dal 9 settembre al 4 ottobre 2019; ogni turno consisteva in un mini-match di due partite, seguito eventualmente da spareggi di gioco rapido e lampo. I giocatori si sono qualificati per il torneo principalmente in base all'Elo e ai campionati continentali e zonali.
Vincitore è stato Teymur Rəcəbov, che ha battuto in finale Ding Liren per 6-4.

### FIDE Grand Prix
Il Grand Prix è stato un ciclo di quattro tornei, disputati in quattro località differenti (Mosca, Riga, Amburgo e Gerusalemme) nel corso del 2019. Hanno partecipato 21 giocatori, scelti in parte in base al punteggio Elo e in parte per invito degli organizzatori. Ogni giocatore ha disputato tre tornei, che si sono svolti con la formula del torneo a eliminazione diretta con tabellone da 16. La classifica finale del Grand Prix era determinata dai punti basati sui piazzamenti nei singoli tornei.
Il Grand Prix è stato vinto da Aleksandr Griščuk, davanti a Jan Nepomnjaščij.

### FIDE Grand Swiss
Il FIDE Grand Swiss 2019 è un torneo che si è tenuto sull'Isola di Man dal 10 al 21 ottobre del 2019. Hanno partecipato 120 giocatori, dei quali 100 per media Elo degli ultimi 12 mesi. Altri 17 giocatori si sono qualificati vincendo uno dei tornei indicati dalla FIDE, tra i quali: Ju Wenjun, come campionessa del mondo femminile, Parham Maghsoodloo, come campione del mondo juniores, Karen Movsziszian, come campione del mondo over 50, Vlastimil Jansa, come campione del mondo over 65. Furono invitati dal presidente della FIDE altri 3 giocatori. La formula del torneo era un sistema svizzero di 11 turni.
Il torneo fu vinto da Wang Hao, che arrivato a pari punti con Fabiano Caruana, aveva ottenuto un miglior punteggio (media Elo avversari) allo spareggio tecnico.

### Media Elo
Un posto per la partecipazione al Torneo dei Candidati veniva assegnato al giocatore con la migliore media Elo nei dodici mesi che andavano dal febbraio del 2019 al gennaio del 2020, che non si era qualificato attraverso gli altri criteri di qualificazione stabiliti dalla FIDE. A gennaio 2020 Anish Giri risultò il giocatore con il punteggio medio più alto.
Di seguito la top 10 per media Elo, senza i giocatori già qualificati attraverso gli altri criteri. La top 10 serve a stabilire i giocatori eleggibili per una wildcard.
| P  | Giocatore              | Feb 2019 | Mar 2019 | Apr 2019 | Mag 2019 | Giu 2019 | Lug 2019 | Ago 2019 | Set 2019 | Ott 2019 | Nov 2019 | Dic 2019 | Gen 2020 | Media Elo |
| -- | ---------------------- | -------- | -------- | -------- | -------- | -------- | -------- | -------- | -------- | -------- | -------- | -------- | -------- | --------- |
| 4  | Anish Giri             | 2797     | 2797     | 2797     | 2787     | 2779     | 2779     | 2779     | 2780     | 2780     | 2776     | 2769     | 2768     | 2782.33   |
| 5  | Maxime Vachier-Lagrave | 2780     | 2775     | 2773     | 2780     | 2779     | 2775     | 2778     | 2774     | 2774     | 2777     | 2780     | 2770     | 2776.25   |
| 6  | Şəhriyar Məmmədyarov   | 2790     | 2790     | 2793     | 2781     | 2774     | 2765     | 2764     | 2767     | 2767     | 2772     | 2772     | 2770     | 2775.42   |
| 9  | Viswanathan Anand      | 2779     | 2779     | 2774     | 2774     | 2767     | 2764     | 2756     | 2765     | 2765     | 2757     | 2757     | 2758     | 2766.25   |
| 10 | Lewon Aronyan          | 2767     | 2761     | 2763     | 2762     | 2752     | 2756     | 2765     | 2758     | 2758     | 2772     | 2775     | 2773     | 2763.50   |

### Wildcard
Un posto ai Candidati veniva assegnato attraverso una wildcard a discrezione degli organizzatori, ma con una serie di restrizioni. Il giocatore scelto doveva soddisfare una di queste tre condizioni: essere il migliore tra i semifinalisti della Coppa del Mondo che non si erano già qualificati al Torneo dei Candidati; essere il migliore tra i non qualificati ai Candidati del FIDE Grand Prix o FIDE Grand Swiss; essere nella top 10 della media Elo degli ultimi 12 mesi dal febbraio del 2019 al gennaio del 2020 e non essere già qualificato ai Candidati. Aver partecipato ad almeno due dei tre tornei di qualificazione organizzati dalla FIDE.
I candidati alla wildcard erano: Maxime Vachier-Lagrave, secondo nella top 10 della media Elo tra i non qualificati, terzo alla Coppa del Mondo, terzo al FIDE Grand Prix; Kirill Alekseenko, terzo al FIDE Grand Swiss e partecipante alla Coppa del Mondo; Şəhriyar Məmmədyarov, terzo nella classifica della media Elo tra i non qualificati e partecipante a due competizioni FIDE; Lewon Aronyan, ultimo della top 10 della media Elo, ma partecipante a due competizioni FIDE.
Gli organizzatori scelsero il russo Alekseenko. Una decisione che suscitò diverse polemiche, che spinsero lo stesso grande maestro russo, allora ventiduenne, a dichiarare che la wildcard al Torneo dei candidati andrebbe abolita.

## Il caso Vachier-Lagrave
Alla fine del 2019 Maxime Vachier-Lagrave suscitò l'attenzione dell'opinione pubblica scacchistica. Il giocatore francese non era riuscito a ottenere la qualificazione al Torneo dei candidati per un soffio: era arrivato terzo al Fide Grand Prix 2019, terzo alla Coppa del Mondo del 2019 e secondo nella classifica Elo dell'anno solare, ma poteva ancora accedere al torneo con la wildcard. Tuttavia l'organizzatore, al quale per regolamento spettava la decisione finale, decise di invitare un altro giocatore della federazione russa, il giovane grande maestro russo Kirill Alekseenko, nonostante fossero già qualificati ai Candidati anche i suoi connazionali Jan Nepomnjaščij e Alexander Grischuk. Anch'egli infatti rientrava nei criteri di qualificazione tramite la wildcard messa a disposizione dalla FIDE.
La decisione dell'organizzatore suscitò alcune polemiche, che puntavano il dito sulla federazione russa di scacchi, mentre Vachier-Lagrave scrisse una lettera aperta a quest'ultima, che però non sortì alcun effetto.

## Lo scoppio della pandemia di COVID-19 e il caso Rəcəbov
A poche settimane dall'inizio del Torneo dei candidati, scoppiò la polemica tra Teymur Rəcəbov e la Federazione Internazionale. Il Grande Maestro azero, che si era qualificato al torneo vincendo la Coppa del Mondo 2019, riteneva che le misure intraprese dalla FIDE per garantire la salute dei partecipanti, in seguito alla Pandemia di COVID-19, non erano sufficienti e che il torneo andava rinviato. Ciò portò il 6 marzo del 2020 all'esclusione di Rəcəbov dal torneo in quanto rinunciatario.
La rinuncia di Rəcəbov alla partecipazione al torneo fece prendere in considerazione l'invito al torneo di Vachier-Lagrave, che aveva la media Elo più alta tra tutti coloro che erano rimasti esclusi dal campionato mondiale.

## Il Torneo dei candidati
Il Torneo dei candidati si è svolto ad Ekaterinburg, in Russia, dal 16 al 26 marzo del 2020 e dal 19 al 27 aprile del 2021 e avrebbe stabilito il giocatore che aveva il diritto di sfidare il Campione del mondo Magnus Carlsen. La formula del torneo era un girone all'italiana con andata e ritorno tra 8 partecipanti per un totale di 14 turni.
I qualificati al torneo erano:
- Fabiano Caruana, in quanto finalista dell'edizione 2018.
- Ding Liren, finalista della Coppa del Mondo.
- Aleksandr Griščuk e Jan Nepomnjaščij, piazzatisi nelle prime due posizioni del FIDE Grand Prix 2019.
- Wang Hao, vincitore del FIDE Grand Swiss 2019.
- Anish Giri, per la migliore media Elo degli ultimi 12 mesi, dal febbraio del 2019 al gennaio del 2020.
- Kirill Alekseenko, come wildcard.
- Maxime Vachier-Lagrave, come sostituto di Rəcəbov, che aveva vinto la Coppa del Mondo.

### La pandemia di COVID-19 e le difficoltà della federazione cinese
Il torneo fu fortemente condizionato dalla pandemia. Oltre alla vicenda Rəcəbov, una delle conseguenze del COVID-19 fu che i due giocatori della federazione cinese Ding e Wang furono costretti ad arrivare in Russia con largo anticipo, vivendo isolati in albergo fino all'inizio dell'evento. Una misura dovuta alla chiusura delle frontiere tra Russia e Cina.

### La sospensione del torneo
Il 26 marzo del 2020 il torneo fu sospeso a causa della chiusura delle frontiere e del traffico aereo da parte della Federazione Russa, che avrebbe impedito ai giocatori di ritornare nei loro paesi di residenza dopo la conclusione del torneo. Alla sua sospensione il torneo era alla fine del girone di andata ed erano stati completati sette turni. In testa al torneo vi erano a sorpresa Maxime Vachier-Lagrave e Jan Nepomnjaščij con 4,5 punti, a un punto di vantaggio dal più quotato Caruana, finalista uscente.
In seguito alla sospensione del torneo, Rəcəbov ha sostenuto il suo reintegro nel torneo, minacciando una causa legale contro la FIDE. Tuttavia la FIDE ha concesso all'azerbaigiano soltanto una wildcard per il successivo ciclo mondiale.

### La ripresa del torneo
Nonostante l'intenzione della FIDE di riprendere il torneo nel novembre 2020, l'evento fu posticipato all'aprile del 2021. L'evento è ripreso il 19 aprile del 2021 con lo svolgimento dell'ottavo turno e si è concluso il 27 aprile con la vittoria del russo Jan Nepomnjaščij, che ha chiuso il torneo con 8,5 punti su 14, distanziando di mezzo punto il diretto inseguitore Maxime Vachier-Lagrave.

### Classifica finale
| Pos. | Giocatore                        | 1 | 1 | 2 | 2 | 3 | 3 | 4 | 4 | 5 | 5 | 6 | 6 | 7 | 7 | 8 | 8 | Punti | SD  | V | SB    |
| ---- | -------------------------------- | - | - | - | - | - | - | - | - | - | - | - | - | - | - | - | - | ----- | --- | - | ----- |
| 1    | Jan Nepomnjaščij (Russia)        |   |   | 0 | ½ | ½ | 1 | ½ | ½ | 1 | 0 | ½ | ½ | 1 | ½ | 1 | 1 | 8,5   |     | 5 | 51    |
| 2    | Maxime Vachier-Lagrave (Francia) | 1 | ½ |   |   | ½ | ½ | ½ | 0 | 1 | ½ | ½ | 0 | 1 | ½ | 1 | ½ | 8     |     | 4 | 45,25 |
| 3    | Anish Giri (Paesi Bassi)         | 0 | ½ | ½ | ½ |   |   | ½ | 1 | 1 | ½ | ½ | 0 | 0 | 1 | 1 | ½ | 7,5   | 1,5 | 4 | 46    |
| 4    | Fabiano Caruana (Stati Uniti)    | ½ | ½ | 1 | ½ | 0 | ½ |   |   | ½ | 0 | ½ | ½ | 1 | ½ | ½ | 1 | 7,5   | 0,5 | 3 | 43,25 |
| 5    | Ding Liren (Cina)                | 1 | 0 | ½ | 0 | ½ | 0 | 1 | ½ |   |   | 1 | ½ | ½ | 1 | 0 | ½ | 7     | 1,5 | 4 | 36,75 |
| 6    | Aleksandr Griščuk (Russia)       | ½ | ½ | 1 | ½ | 1 | ½ | ½ | ½ | ½ | 0 |   |   | ½ | 0 | ½ | ½ | 7     | 0,5 | 2 | 44    |
| 7    | Kirill Alekseenko (Russia)       | ½ | 0 | ½ | 0 | 0 | 1 | ½ | 0 | 0 | ½ | 1 | ½ |   |   | ½ | ½ | 5,5   |     | 2 | 29    |
| 8    | Wang Hao (Cina)                  | 0 | 0 | ½ | 0 | ½ | 0 | 0 | ½ | ½ | 1 | ½ | ½ | ½ | ½ |   |   | 5     |     | 1 | 30,75 |

## L'incontro per il titolo
Dopo aver vinto il mondiale nel 2013 il grande maestro norvegese Magnus Carlsen difese il titolo per la quarta volta. Jan Nepomnjaščij affrontò un match mondiale per la prima volta come giocatore: in precedenza era stato uno dei secondi proprio di Carlsen durante il Mondiale 2013, collaborazione che iniziò già durante la fase dei Candidati.

### Formula e montepremi
Per rendere più avvincente il campionato, la FIDE, memore delle dodici patte della Carlsen-Caruana nell'edizione precedente, decise ad aprile del 2019 di allungare l'incontro di due partite ulteriori, portando a 14 le gare totali da disputare a tempo lungo. Il tempo di gioco fu modificato, eliminando l'incremento, e allungandolo rispetto al 2018: ogni giocatore avrà a disposizione 120 minuti per le prime 40 mosse, 60 minuti per le successive 20 e 15 minuti ulteriori dalla 61ª mossa alla fine della partita. L'incremento di 30 secondi per mossa ha inizio dalla 61ª mossa. È vietata la patta d'accordo prima della 40ª mossa. I giorni di riposo saranno 5 invece di 6 (uno ogni tre partite).
In caso di parità dopo la 14ª partita, erano previsti quattro incontri rapid con tempo previsto di 25 minuti, 10 secondi di incremento a mossa per ogni giocatore. Nel caso si fosse verificata ulteriore parità era prevista un'ulteriore fase di spareggi a un tempo maggiormente ridotto. Gli spareggi blitz sarebbero stati un match di due partite da disputate con il tempo di 5 minuti, con 3 secondi di incremento a mossa per ogni giocatore. Con un ulteriore pareggio il match blitz sarebbe stato disputato altre 4 volte fino a un totale di 5 (2+2+2+2+2), se neanche questa fase di spareggi fosse riuscita a decretare un vincitore si sarebbe ricorsi alla partita armageddon, o sudden death, con 5 minuti per il bianco e 4 per il nero, oltre all'aggiunta di 2 secondi di incremento dalla 61ª mossa. Il nero avrebbe vinto anche con la patta.
Il montepremi fu di 2 milioni di euro, del quale il 60% andava al vincitore dell'incontro, se quest'ultimo fosse stato vinto senza ricorrere agli spareggi, altrimenti al vincitore sarebbe andato il 55%.

### Testa a testa
I precedenti tra Magnus Carlsen e Jan Nepomnjaščij a tempo lungo prima del match erano 12. Il grande maestro russo era in vantaggio sul campione uscente per 4 a 1, mentre nel gioco a cadenze veloci il norvegese era avanti per 22 a 10 su 65 incontri.
Entrambi i giocatori parteciparono al Norway Chess di settembre, che fu anche il loro ultimo incontro prima della sfida mondiale. In entrambe le partite del torneo l'incontro si concluse con la patta, mentre Carlsen vinse per due volte lo spareggio Armageddon, previsto dal regolamento dell'evento dopo ogni patta.
| Testa a testa               | Testa a testa                  | Testa a testa    | Testa a testa | Testa a testa         | Testa a testa |
|                             |                                | Vittorie Carlsen | Patte         | Vittorie Nepomnjaščij | Totale        |
| --------------------------- | ------------------------------ | ---------------- | ------------- | --------------------- | ------------- |
| Tempo Lungo                 | Carlsen (B) – Nepomnjaščij (N) | 0                | 5             | 2                     | 7             |
| Tempo Lungo                 | Nepomnjaščij (B) – Carlsen (N) | 1                | 2             | 2                     | 5             |
| Tempo Lungo                 | Totale                         | 1                | 7             | 4                     | 12            |
| Lampo / Rapido / Esibizione | Lampo / Rapido / Esibizione    | 22               | 33            | 10                    | 65            |
| Totale                      | Totale                         | 23               | 40            | 14                    | 77            |

### Antefatti
Il campione uscente Magnus Carlsen dichiarò a poche ore dalla vittoria del Torneo dei candidati da parte di Nepomnjaščij di non essere insoddisfatto del suo sfidante. Il campione norvegese sostenne che il Grande Maestro russo, nonostante le sue grandi abilità tattiche, avesse nell'incostanza il suo più grande punto debole. Secondo alcuni commentatori il norvegese temeva di più un avversario più solido come Anish Giri o come l'ex sfidante Caruana, che lo costrinse nel match del 2018 a 12 patte. Tuttavia lo stesso Caruana dichiarò in una conferenza stampa che il russo sarebbe stato un avversario difficile per il campione uscente norvegese e che avrebbe avuto il 50% di possibilità di vittoria. Secondo il maestro, insegnante, allenatore e autore scacchistico statunitense Bruce Pandolfini anche per uno scacchista brillante come Carlsen sarebbe stato difficile confermarsi in vetta per molto tempo, considerando il suo sfidante per il titolo un giocatore di grande talento.
Il già campione del mondo Garri Kasparov dichiarò di ritenere che lo sfidante era molto migliorato negli ultimi anni, ormai in grado di controllarsi e di non muovere più "ad impulso", e che era riuscito ad espandere il proprio repertorio d'apertura. Per Kasparov il russo sarebbe stato un avversario interessante per Carlsen, dato che aveva uno stile di gioco molto diverso da quello dei precedenti sfidanti Karjakin e Caruana, più improntato all'attacco tattico che alla risoluzione strategica. A suo giudizio tuttavia il Campione norvegese restava il favorito vista la sua «imponente esperienza di Match mondiali».
Il 30 aprile del 2021 la WADA comunicò alla FIDE che Nepomnjaščij non avrebbe potuto partecipare al match mondiale con la bandiera della Russia a causa della squalifica di due anni che il TAS di Losanna aveva inflitto a tutte le federazioni sportive russe per il caso del doping di Stato.
L'11 giugno del 2021 Nepomnjaščij concesse un'intervista all'agenzia di stampa russa RIA Novosti nella quale parlò di Carlsen come di un giocatore molto solido, che alterna fasi della partita giocate bene ad altre giocate molto bene. Due giorni prima aveva rilasciato un'altra intervista all'agenzia russa nella quale sostenne di aver rinunciato a partecipare alla Coppa del Mondo di luglio-agosto per dedicarsi alla preparazione del match per il titolo mondiale.

### Secondi
Jan Nepomnjaščij dichiarò nel mese di aprile del 2021 che oltre al suo coach Vladimir Potkin, con il quale ha un sodalizio che dura dal 2008, nel suo staff di secondi sarebbe stato presente anche il Super GM ungherese e già quarto del ranking mondiale Péter Lékó. Durante il Mondiale è stato comunicato che il già Sfidante del Mondiale 2016 Sergej Karjakin era parte della squadra.
Magnus Carlsen, in occasione della firma del contratto per il Mondiale avvenuta il 22 settembre, dichiarò che un team in buona sintonia che combini competenza ed esperienza sarebbe stato di primaria importanza (oltre alla presenza di familiari ed amici) e che i dettagli «come al solito non saranno rivelati prima o durante il match», con l'eccezione della conferma della presenza in squadra del collaboratore di lungo corso Peter Heine Nielsen. Dopo la conclusione dell'evento, è stato rivelato trattarsi del francese Laurent Fressinet, del tedesco Jan Gustafsson, dell'olandese Jorden van Foreest e del russo Daniil Dubov.

### L'incontro
Il sorteggio del 24 novembre assegnò il Bianco a Nepomnjaščij, che partì con il vantaggio del tratto nella prima partita dell'incontro.
|                            | 1 | 2 | 3 | 4 | 5 | 6 | 7 | 8 | 9 | 10 | 11 | 12 | 13 | 14 | Totale |
| -------------------------- | - | - | - | - | - | - | - | - | - | -- | -- | -- | -- | -- | ------ |
| Jan Nepomnjaščij ( CFR)    | ½ | ½ | ½ | ½ | ½ | 0 | ½ | 0 | 0 | ½  | 0  |    |    |    | 3½     |
| Magnus Carlsen ( Norvegia) | ½ | ½ | ½ | ½ | ½ | 1 | ½ | 1 | 1 | ½  | 1  |    |    |    | 7½     |

## Partite

### Partita 1, 26 novembre: Nepomnjaščij-Carlsen ½–½
Carlsen risponde a 1.e4(?) con 1...e5 e Nepomnjaščij opta per la partita spagnola. Il norvegese risponde con la variante principale della spagnola chiusa con 3...a6 e la rarità per le partite dei grandi maestri 8...Ca5, con la quale mantiene la coppia degli alfieri in cambio del pedone in e5 (nel match del 2018 con Sergej Karjakin Carlsen aveva giocato la teorica 8...Ab7). Tuttavia il Bianco non riesce ad ottenere nessun vantaggio concreto, mentre il Nero riuscirà a recuperare il pedone e la partita finisce in parità per triplice ripetizione alla 45ª mossa.
Partita spagnola (ECO C88)
1. e4 e5 2.Cf3 Cc5 3.Ab5 a6 4.Aa4 Cf6 5.0-0 Ae7 6.Te1 b5 7.Ab3 0-0 8.h3 Ca5 9.Cxe5 Cxb3 10.axb3 Ab7 11. d3 d5 12. exd5 Dxd5 13. Df3 Ad6 14. Rf1 Tfb8 15. Dxd5 Cxd5 16. Ad2 c5 17. Cf3 Td8 18. Cc3 Cb4 19. Tec1 Tac8 20. Ce2 Cc6 21.Ae3 Ce7 22. Af4 Axf3 23. gxf3 Axf4 24. Cxf4 Tc6 25. Te1 Cf5 26. c3 Ch4 27. Te3 Rf8 28. Cg2 Cf5 29. Te5 g6 30. Te1 Cg7 31. Te4 f5 32. Te3 Ce6 33. Cg2 b4 34.Re2 Tb8 35. Rd2 bxc3+ 36. bxc3 Txb3 37. Rc2 Tb7 38. h4 Rf7 39. Tee1 Rf6 40. Ce3 Td7 41. Cc4 Te7 42. Ce5 Td6 43. Cc4 Tc6 44. Ce5 Td6 45. Cc4 ½–½

### Partita 2, 27 novembre: Carlsen-Nepomnjaščij ½–½
Carlsen di Bianco gioca una Catalana, una variante di apertura che si presentava raramente nel repertorio del norvegese, prima della Coppa del Mondo di Soči, nei mesi precedenti al match. Nepomnjaščij ha invece evitato di entrare nella difesa Grünfeld, suo cavallo di battaglia. Con 8.Ce5 il campione del mondo in carica sceglie una linea minore, invece della teorica 8.a4. Dopo la variante 19.Cd6 Cb3 20.Tb1 Cbxc1 21.Tbxc1 Cxc1 22.Txc1 il norvegese è sotto di un pedone e di una qualità, in cambio dell'attività dell'alfiere in fianchetto in g2 e dell'avamposto di cavallo in d6. Con 37...Td6 lo sfidante russo semplifica la posizione restituendo la qualità, la partita finisce con un finale di torri che non può portare oltre la patta, malgrado il pedone in più del Bianco.
Partita catalana (ECO E05)
1. d4 Cf6 2. c4 e6 3. Cf3 d5 4. g3 Ae7 5. Ag2 O-O 6. O-O dxc4 7. Dc2 b5 8. Ce5 c6 9. a4 Cd5 10. Cc3 f6 11. Cf3 Dd7 12. e4 Cb4 13. De2 Cd3 14. e5 Ab7 15. exf6 Axf6 16. Ce4 Ca6 17. Ce5 Axe5 18. dxe5 Cac5 19. Cd6 Cb3 20. Tb1 Cbxc1 21. Tbxc1 Cxc1 22. Txc1 Tab8 23. Td1 Aa8 24. Ae4 c3 25. Dc2 g6 26. bxc3 bxa4 27. Dxa4 Tfd8 28. Ta1 c5 29. Dc4 Axe4 30. Cxe4 Rh8 31. Cd6 Tb6 32. Dxc5 Tdb8 33. Rg2 a6 34.Rh3 Tc6 35. Dd4 Rg8 36. c4 Dc7 37. Dg4 Txd6 38. exd6 Dxd6 39. c5 Dxc5 40. Dxe6+ Rg7 41. Txa6 Tf8 42. f4 Df5+ 43. Dxf5 Txf5 44. Ta7+ Rg8 45. Rg4 Tb5 46. Te7 Ta5 47. Te5 Ta7 48. h4 Rg7 49. h5 Rh6 50. Rh4 Ta1 51. g4 Th1+ 52. Rg3 gxh5 53. Te6+ Rg7 54. g5 Tg1+ 55. Rf2 Ta1 56. Th6 Ta4 57. Rf3 Ta3+ 58. Rf2 Ta4 ½–½

### Partita 3, 28 novembre: Nepomnjaščij–Carlsen ½–½
Partita spagnola (ECO C88)
1. e4 e5 2. Cf3 Cc6 3. Ab5 a6 4. Aa4 Cf6 5. 0-0 Ae7 6. Te1 b5 7. Ab3 0-0 8. a4 Ab7 9. d3 d6 10. Cbd2 Te8 11. Cf1 h6 12. Ad2 Af8 13. Ce3 Ce7 14. c4 bxc4 15. Cxc4 Cc6 16. Tc1 a5 17. Ac3 Ac8 18. d4 exd4 19. Cxd4 Cxd4 20. Dxd4 Ae6 21. h3 c6 22. Ac2 d5 23. e5 dxc4 24. Dxd8 Texd8 25. exf6 Ab4 26. fxg7 Axc3 27. bxc3 Rxg7 28. Rf1 Tab8 29. Tb1 Rf6 30. Txb8 Txb8 31. Tb1 Txb1+ 32. Axb1 Re5 33. Re2 f5 34. Ac2 f4 35. Ab1 c5 36. Ac2 Ad7 37. f3 Rf6 38. h4 Re5 39. Rf2 Rf6 40. Re2 Re5 41. Rf2 ½–½

### Partita 4, 30 novembre: Carlsen-Nepomnjaščij ½–½
Difesa russa (ECO C42)
1. e4 e5 2. Cf3 Cf6 3. Cxe5 d6 4. Cf3 Cxe4 5. d4 d5 6. Ad3 Ad6 7. 0-0 0-0 8. c4 c6 9. Te1 Af5 10. Db3 Dd7 11. Cc3 Cxc3 12. Axf5 Dxf5 13. bxc3 b6 14. cxd5 cxd5 15. Db5 Dd7 16. a4 Dxb5 17. axb5 a5 18. Ch4 g6 19. g4 Cd7 20. Cg2 Tfc8 21. Af4 Axf4 22. Cxf4 Txc3 23. Cxd5 Td3 24. Te7 Cf8 25. Cf6+ Rg7 26. Ce8+ Rg8 27. d5 a4 28. CNf6+ Rg7 29. g5 a3 30. Ce8+ Rg8 31. Cf6+ Rg7 32. Ce8+ Rg8 33. Cf6+ ½–½

### Partita 5, 1 dicembre: Nepomnjaščij–Carlsen ½–½
Partita spagnola (ECO C88)
1. e4 e5 2. Cf3 Cc6 3. Ab5 a6 4. Aa4 Cf6 5. 0-0 Ae7 6. Te1 b5 7. Ab3 0-0 8. a4 Tb8 9. axb5 axb5 10. h3 d6 11. c3 b4 12. d3 bxc3 13. bxc3 d5 14. Cbd2 dxe4 15. dxe4 Ad6 16. Dc2 h6 17. Cf1 Ce7 18. Cg3 Cg6 19. Ae3 De8 20. Ted1 Ae6 21. Aa4 Ad7 22. Cd2 Axa4 23. Dxa4 Dxa4 24. Txa4 Ta8 25. Tda1 Txa4 26. Txa4 Tb8 27. Ta6 Ce8 28. Rf1 Cf8 29. Cf5 Ce6 30. Cc4 Td8 31. f3 f6 32. g4 Rf7 33. h4 Af8 34. Re2 Cd6 35. Ccxd6+ Axd6 36. h5 Af8 37. Ta5 Re8 38. Td5 Ta8 39. Td1 Ta2+ 40. Td2 Ta1 41. Td1 Ta2+ 42. Td2 Ta1 43. Td1 ½–½

### Partita 6, 3 dicembre: Carlsen-Nepomnjaščij 1–0
Il sesto incontro fu una partita di 136 mosse durata 7 ore e 45 minuti. Il match infranse il precedente record della più lunga partita mai disputata ad un campionato del mondo di scacchi che prima di allora era stata la quinta partita tra Anatolij Karpov e Viktor Korčnoj che fu disputata nel corso dell'edizione del 1978 e terminò patta dopo 124 mosse.
In seguito ad una apertura di donna evoluta in una partita pseudo-catalana, con 25...Rac8 Nepomnjaščij consentì lo scambio delle sue due torri per la donna di Carlsen, concedendo un leggero vantaggio materiale all'avversario ma ottenendo tuttavia in seguito un pedone passato sulla colonna A. 
La partita proseguì con 52...Qe4, mossa ritenuta un errore dal commentatore Anish Giri e definita "non necessaria" dallo stesso Nepomnjaščij nella conferenza stampa post partita, pertanto il pedone sulla colonna A fu scambiato con quello sulla colonna H di Carlsen. La posizione rimase tuttavia equilibrata fino al finale di partita, giocato con la donna di Nepomnjaščij contro la torre, il cavallo e due pedoni collegati sulle colonne E e F di Carlsen. La mossa 118...Qa5 (invece di Qb6+, costringendo il re bianco a rimanere allo scoperto) rese tuttavia più complessa la difesa per il nero e l'errore 130...Qe6 consentì infine a Carlsen di avanzare con i pedoni, dirigendosi in maniera inevitabile verso la promozione e spingendo l'avversario ad arrendersi alcune mosse dopo.
Partita di donna (ECO D02)
1. d4 Nf6 2. Nf3 d5 3. g3 e6 4. Bg2 Be7 5. 0-0 0-0 6. b3 c5 7. dxc5 Bxc5 8. c4 dxc4 9. Qc2 Qe7 10. Nbd2 Nc6 11. Nxc4 b5 12. Nce5 Nb4 13. Qb2 Bb7 14. a3 Nc6 15. Nd3 Bb6 16. Bg5 Rfd8 17. Bxf6 gxf6 18. Rac1 Nd4 19. Nxd4 Bxd4 20. Qa2 Bxg2 21. Kxg2 Qb7+ 22. Kg1 Qe4 23. Qc2 a5 24. Rfd1 Kg7 25. Rd2 Rac8 26. Qxc8 Rxc8 27. Rxc8 Qd5 28. b4 a4 29. e3 Be5 30. h4 h5 31. Kh2 Bb2 32. Rc5 Qd6 33. Rd1 Bxa3 34. Rxb5 Qd7 35. Rc5 e5 36. Rc2 Qd5 37. Rdd2 Qb3 38. Ra2 e4 39. Nc5 Qxb4 40. Nxe4 Qb3 41. Rac2 Bf8 42. Nc5 Qb5 43. Nd3 a3 44. Nf4 Qa5 45. Ra2 Bb4 46. Rd3 Kh6 47. Rd1 Qa4 48. Rda1 Bd6 49. Kg1 Qb3 50. Ne2 Qd3 51. Nd4 Kh7 52. Kh2 Qe4 53. Rxa3 Qxh4+ 54. Kg1 Qe4 55. Ra4 Be5 56. Ne2 Qc2 57. R1a2 Qb3 58. Kg2 Qd5+ 59. f3 Qd1 60. f4 Bc7 61. Kf2 Bb6 62. Ra1 Qb3 63. Re4 Kg7 64. Re8 f5 65. Raa8 Qb4 66. Rac8 Ba5 67. Rc1 Bb6 68. Re5 Qb3 69. Re8 Qd5 70. Rcc8 Qh1 71. Rc1 Qd5 72. Rb1 Ba7 73. Re7 Bc5 74. Re5 Qd3 75. Rb7 Qc2 76. Rb5 Ba7 77. Ra5 Bb6 78. Rab5 Ba7 79. Rxf5 Qd3 80. Rxf7+ Kxf7 81. Rb7+ Kg6 82. Rxa7 Qd5 83. Ra6+ Kh7 84. Ra1 Kg6 85. Nd4 Qb7 86. Ra2 Qh1 87. Ra6+ Kf7 88. Nf3 Qb1 89. Rd6 Kg7 90. Rd5 Qa2+ 91. Rd2 Qb1 92. Re2 Qb6 93. Rc2 Qb1 94. Nd4 Qh1 95. Rc7+ Kf6 96. Rc6+ Kf7 97. Nf3 Qb1 98. Ng5+ Kg7 99. Ne6+ Kf7 100. Nd4 Qh1 101. Rc7+ Kf6 102. Nf3 Qb1 103. Rd7 Qb2+ 104. Rd2 Qb1 105. Ng1 Qb4 106. Rd1 Qb3 107. Rd6+ Kg7 108. Rd4 Qb2+ 109. Ne2 Qb1 110. e4 Qh1 111. Rd7+ Kg8 112. Rd4 Qh2+ 113. Ke3 h4 114. gxh4 Qh3+ 115. Kd2 Qxh4 116. Rd3 Kf8 117. Rf3 Qd8+ 118. Ke3 Qa5 119. Kf2 Qa7+ 120. Re3 Qd7 121. Ng3 Qd2+ 122. Kf3 Qd1+ 123. Re2 Qb3+ 124. Kg2 Qb7 125. Rd2 Qb3 126. Rd5 Ke7 127. Re5+ Kf7 128. Rf5+ Ke8 129. e5 Qa2+ 130. Kh3 Qe6 131. Kh4 Qh6+ 132. Nh5 Qh7 133. e6 Qg6 134. Rf7 Kd8 135. f5 Qg1 136. Ng7 1–0

### Partita 7, 4 dicembre: Nepomnjaščij–Carlsen ½–½
Partita spagnola (ECO C88)
1. e4 e5 2. Nf3 Nc6 3. Bb5 a6 4. Ba4 Nf6 5. 0-0 Be7 6. Re1 b5 7. Bb3 0-0 8. a4 Rb8 9. axb5 axb5 10. h3 d6 11. d3 h6 12. Nc3 Re8 13. Nd5 Bf8 14. Nxf6+ Qxf6 15. c3 Ne7 16. Be3 Be6 17. d4 exd4 18. cxd4 Bxb3 19. Qxb3 Ng6 20. Rec1 c5 21. e5 Qf5 22. dxc5 dxc5 23. Bxc5 Bxc5 24. Rxc5 Nxe5 25. Nxe5 Rxe5 26. Rxe5 Qxe5 27. Qc3 Qxc3 28. bxc3 Rc8 29. Ra5 Rxc3 30. Rxb5 Rc1+ 31. Kh2 Rc3 32. h4 g6 33. g3 h5 34. Kg2 Kg7 35. Ra5 Kf6 36. Rb5 Kg7 37. Ra5 Kf6 38. Rb5 Kg7 39. Ra5 Kf6 40. Ra6+ Kg7 41. Ra7 ½–½

### Partita 8, 5 dicembre: Carlsen-Nepomnjaščij 1–0
Difesa russa (ECO C43)
1. e4 e5 2. Nf3 Nf6 3. d4 Nxe4 4. Bd3 d5 5. Nxe5 Nd7 6. Nxd7 Bxd7 7. Nd2 Nxd2 8. Bxd2 Bd6 9. 0-0 h5 10. Qe1+ Kf8 11. Bb4 Qe7 12. Bxd6 Qxd6 13. Qd2 Re8 14. Rae1 Rh6 15. Qg5 c6 16. Rxe8+ Bxe8 17. Re1 Qf6 18. Qe3 Bd7 19. h3 h4 20. c4 dxc4 21. Bxc4 b5 22. Qa3+ Kg8 23. Qxa7 Qd8 24. Bb3 Rd6 25. Re4 Be6 26. Bxe6 Rxe6 27. Rxe6 fxe6 28. Qc5 Qa5 29. Qxc6 Qe1+ 30. Kh2 Qxf2 31. Qxe6+ Kh7 32. Qe4+ Kg8 33. b3 Qxa2 34. Qe8+ Kh7 35. Qxb5 Qf2 36. Qe5 Qb2 37. Qe4+ Kg8 38. Qd3 Qf2 39. Qc3 Qf4+ 40. Kg1 Kh7 41. Qd3+ g6 42. Qd1 Qe3+ 43. Kh1 g5 44. d5 g4 45. hxg4 h3 46. Qf3 1–0

### Partita 9, 7 dicembre: Nepomnjaščij–Carlsen 0–1
Partita inglese (ECO A13)
1. c4 e6 2. g3 d5 3. Bg2 d4 4. Nf3 Nc6 5. 0-0 Bc5 6. d3 Nf6 7. Nbd2 a5 8. Nb3 Be7 9. e3 dxe3 10. Bxe3 Ng4 11. Bc5 0-0 12. d4 a4 13. Bxe7 Qxe7 14. Nc5 a3 15. bxa3 Rd8 16. Nb3 Nf6 17. Re1 Qxa3 18. Qe2 h6 19. h4 Bd7 20. Ne5 Be8 21. Qe3 Qb4 22. Reb1 Nxe5 23. dxe5 Ng4 24. Qe1 Qxe1+ 25. Rxe1 h5 26. Bxb7 Ra4 27. c5 c6 28. f3 Nh6 29. Re4 Ra7 30. Rb4 Rb8 31. a4 Raxb7 32. Rb6 Rxb6 33. cxb6 Rxb6 34. Nc5 Nf5 35. a5 Rb8 36. a6 Nxg3 37. Na4 c5 38. a7 Rd8 39. Nxc5 Ra8 0–1

### Partita 10, 8 dicembre: Carlsen-Nepomnjaščij ½–½
Difesa russa (ECO C42)
1. e4 e5 2. Nf3 Nf6 3. Nxe5 d6 4. Nd3 Nxe4 5. Qe2 Qe7 6. Nf4 Nf6 7. d4 Nc6 8. c3 d5 9. Nd2 Nd8 10. Nf3 Qxe2+ 11. Bxe2 Bd6 12. O-O O-O 13. Bd3 Re8 14. Re1 Rxe1+ 15. Nxe1 Ne6 16. Nxe6 Bxe6 17. g3 g6 18. Ng2 Re8 19. f3 Nh5 20. Kf2 c6 21. g4 Ng7 22. Bf4 Bxf4 23. Nxf4 g5 24. Ne2 f5 25. h3 Kf7 26. Rh1 h6 27. f4 fxg4 28. hxg4 Bxg4 29. Rxh6 Bf5 30. Bxf5 Nxf5 31. Rh7+ Ng7 32. fxg5 Kg6 33. Rh3 Kxg5 34. Rg3+ Kf6 35. Rf3+ Ke7 36. Nf4 Kd6 37. Ng6 Re6 38. Ne5 Ne8 39. Rf7 Rf6+ 40. Rxf6+ Nxf6 41. Ke3 ½–½

### Partita 11, 10 dicembre: Nepomnjaščij–Carlsen 0-1
Nell'ultimo match disputato i due avversari si confrontarono in una partita italiana nella quale a seguito di 4.d3 Ac5 avvenne un rientro nella posizione di giuoco piano. Nepomnjaščij commise l'errore decisivo 23. g3 che portò Carlsen ad optare per uno scambio della propria torre per il cavallo dell'avversario, ottenendo in tal modo un netto vantaggio posizionale che riuscì a mantenere efficacemente fino al termine dell'incontro e aggiudicandosi nuovamente il titolo con tre turni di anticipo.
Partita italiana (ECO C54)
1.e4 e5 2.Cf3 Cc6 3.Ac4 Cf6 4.d3 Ac5 5.c3 d6 6.O-O a5 7.Te1 Aa7 8.Ca3 h6 9.Cc2 O-O 10.Ae3 Axe3 11.Cxe3 Te8 12.a4 Ae6 13.Axe6 Txe6 14.Db3 b6 15.Tad1 Ce7 16.h3 Dd7 17.Ch2 Td8 18.Chg4 Cxg4 19.hxg4 d5 20.d4 exd4 21.exd5 Te4 22.Dc2 Tf4 23.g3 dxe3 24.gxf4 Dxg4+ 25.Rf1 Dh3+ 26.Rg1 Cf5 27.d6 Ch4 28.fxe3 Dg3+ 29.Rf1 Cf3 30.Df2 Dh3+ 31.Dg2 Dxg2+ 32.Rxg2 Cxe1+ 33.Txe1 Txd6 34.Rf3 Td2 35.Tb1 g6 36.b4 axb4 37.Txb4 Ta2 38.Re4 h5 39.Rd5 Tc2 40.Tb3 h4 41.Rc6 h3 42.Rxc7 h2 43.Tb1 Txc3+ 44.Rxb6 Tb3+ 45.Txb3 h1=D 46.a5 De4 47.Ra7 De7+ 48.Ra8 Rg7 49.Tb6 Dc5 0–1

## Controversie

### Caso Dubov
In seguito alla rivelazione pubblica del team di secondi di Carlsen, avvenuta dopo la conclusione del match, la partecipazione del russo Daniil Dubov nello staff del norvegese venne messa sotto accusa da alcuni suoi connazionali. Sergej Karjakin, già sfidante per il titolo mondiale e membro dello staff di Jan Nepomnjaščij, scrisse un tweet polemico domandando se un presunto sfidante di Carlsen accetterebbe mai l'aiuto di grandi maestri norvegesi connazionali del campione del mondo come Jon Ludvig Hammer o Aryan Tari o se cercherebbe il loro aiuto. Sergej Šipov, allenatore storico di Garri Kasparov e giornalista scacchistico, propose invece di escludere Dubov dalla nazionale russa. Dubov rilasciò alcune interviste a varie testate giornalistiche specializzate in risposta alle accuse, sostenendo che secondo lui il match mondiale era un incontro tra due scacchisti ("Magnus versus Ian") piuttosto che "i russi contro i norvegesi" e per tale motivo si sentiva libero di poter aiutare qualsiasi team e che l'idea secondo la quale un russo non possa aiutare uno straniero non veniva da una mente brillante.

### Caso Carlsen
Pochi giorni dopo il termine del match, il 14 dicembre Carlsen annunciò in un'intervista di aver a lungo riflettuto sulla possibilità che quello di Dubai avrebbe potuto essere il suo ultimo mondiale e che
"nel caso Firouzja non vinca il torneo dei candidati 2022, è improbabile che giocherò il prossimo campionato del mondo", aggiungendo di essere più motivato a raggiungere il rating FIDE di 2900 punti Elo e di voler partecipare ai campionati mondiali blitz e rapid che si sarebbero disputati alla fine di quell'anno. Il campione del mondo in carica già nelle precedenti edizioni si era spesso dichiarato critico nei confronti del formato della competizione per il titolo, dichiarando di preferire tornei a eliminazione diretta e auspicando inoltre una riduzione del tempo di riflessione negli incontri.